# Moonshine Kate
Moonshine Kate (* 10. Oktober 1909 in Atlanta, Georgia, als Rosa Lee Carson; † 1992 in Bainbridge, Georgia) war eine US-amerikanische Old-Time-Musikerin. Ihren Namen verdankt sie einem Lied ihres Vaters Fiddlin’ John Carson, Moonshine Kate. Sie gilt als die erste Frau, die erfolgreich in der Country-Musik war.

## Leben
Rosa Lee Carson wurde in Atlanta, Georgia, als das jüngste von neun Kindern geboren. Ihr Vater kam ursprünglich aus dem Fannin County, Georgia. Schon mit fünf Jahren stand sie auf der Bühne. Mit 14 beherrschte sie die Gitarre und das Banjo perfekt. Ihren ersten Auftritt im Radio hatte sie Anfang der 1920er Jahre mit ihrem Vater bei WSB in Atlanta.
Ihre erste Aufnahme machte Rosa Lee im Alter von 15 Jahren bei den Okeh Records, wo auch ihr Vater schon seine legendären Platten einspielte. Mit ihm unternahm sie auch Tourneen, sogar bis nach Mexiko und Kanada. Parallel dazu nahm sie mit den Virginia Reelers, der ihre und ihres Vaters Begleitband, unzählige Platten für OKeh und die Bluebird Records auf, näherungsweise 170. Zwei ihrer bekanntesten Titel ist My Man’s A Jolly Railroad Man von 1931 und Little Maggy Pharan, das auf der Geschichte eines 1914 in Atlanta ermordeten Mädchen basiert. Den Namen Moonshine Kate hatte sie jedoch schon 1928 angenommen. Nach 1931 waren ihre erfolgreichen Zeiten jedoch vorüber, lediglich mit ihrem Vater nahm sie noch Titel auf. Zudem nahmen beide an politischen Kampagnen teil, bei der sie als Unterhalter engagiert wurden. Eine solche Vorgehensweise war in den 1930er  und 1940er Jahren nicht unüblich. Auch Gid Tanner übte ähnliche Tätigkeiten nach 1934 aus. Diese Tatsache wurde ebenfalls in dem Film O Brother, Where Art Thou? aufgegriffen. 1944 heiratete Moonshine Kate Wayne Johnson.
Moonshine Kate verstarb 1992 im Alter von 83 Jahren in Bainbridge. Sie war mit ihrem Vater zusammen der erste Künstler, der in die Atlanta Country Music Hall of Fame aufgenommen wurde.

## Diskografie
Diese Diskografie ist unvollständig, da es keine komplette Auflistung aller Titel gibt.
| Jahr                                                 | Titel                                                               | #     | Anmerkungen                      |
| OKeh Records                                         |                                                                     |       |                                  |
| 1925                                                 | The Lone Child / The Drinker’s Child                                | 45005 | als Rose Lee Carson              |
| 1930                                                 | Moonshine Blues / Raggedy Riley                                     |       |                                  |
| 1930                                                 | Texas Bound / The Brave Soldier                                     |       |                                  |
| 1930                                                 | Are You Going to Leave the Old Home / Poor Girl’s Story             |       |                                  |
| 1931                                                 | I Intend To Make Heaven My Home / My Man’s a Jolly Railroad Man     |       | A-Seite von Fiddlin’ John Carson |
| Montgomery Ward mit ihrem Vater Fiddlin’ John Carson |                                                                     |       |                                  |
|                                                      | Stockade Blues / Do You Ever Think Of Me                            |       |                                  |
|                                                      | The Honest Farmer / Taxes On The Farmer Feeds Them All              |       |                                  |
|                                                      | Old And In The Way / I’m Old And Feeble                             |       |                                  |
| 1935                                                 | Bear Me Away On Snowy White Wings / Be Kind To A Man When He’s Down |       |                                  |
| 1935                                                 | I’m Glad My Wife’s In Europe / Since She Took My Licker From Me     |       |                                  |